# Trollius taihasenzanensis
Trollius taihasenzanensis är en ranunkelväxtart som beskrevs av Genkei Masamune. Trollius taihasenzanensis ingår i släktet smörbollssläktet, och familjen ranunkelväxter. Inga underarter finns listade i Catalogue of Life.